# Giulio Lamberti
Giulio Gaetano Lamberti (* 16. Dezember 1895 in Piacenza; † 24. Dezember 1985 ebenda) war ein italienischer Ruderer.

## Werdegang
Giulio Lamberti bildete mit seinem Bruder Medardo, Arturo Moroni, Vittore Stocchi, Guglielmo Carubbi, Amilcare Canevari, Medardo Galli, Benedetto Borella und Steuermann Angelo Polledri den italienischen Achter, der 1927 in Como Europameister wurde. Bei den Olympischen Sommerspielen 1928 in Amsterdam schied die gleiche Besatzung im Viertelfinale der Achter-Regatta aus.